# アキ・カウリスマキ
アキ・カウリスマキ（Aki Kaurismäki、フィンランド語: [ˈɑki ˈkɑurismæki] ( 音声ファイル)、1957年4月4日 - ）はフィンランドの映画監督・脚本家・編集者・プロデューサー。

## 略歴
1957年にオリマッティラで生まれる。タンペレ大学に進みメディア研究を専攻。作家志望だったが映画に惹かれ、タンペレ映画祭主催団体のメンバーとして活動、学生紙にも映画評を書く。卒業（当地の学士修了は3年間）後は兄ミカ・カウリスマキを手伝って自主映画製作に携わる。助監督や脚本のほか俳優もこなし、1981年には兄の作品『The Liar』で主役を演じた。自作品では労働者階級を描くことが多いが、みずからも郵便配達・皿洗い・煉瓦工・タブロイド紙記者などを経験している。
1983年、初の長編劇映画監督作『罪と罰』がフィンランド国内で評価される。1986年の『パラダイスの夕暮れ』が東京国際映画祭やカンヌ国際映画祭に出品され、国際的に注目される。1990年に『レニングラード・カウボーイズ・ゴー・アメリカ』が世界中でヒットし、日本でも名が知られた。
2002年、『過去のない男』で第55回カンヌ国際映画祭グランプリを受賞し、第75回アカデミー賞ではフィンランド代表として史上初の外国語映画賞候補となる。
2017年、『希望のかなた』が第67回ベルリン国際映画祭で上映され、銀熊賞 (監督賞)を受賞。しかし、同作を最後に映画監督の引退を宣言した。
2023年、監督引退を事実上撤回した復帰作『枯れ葉』が第76回カンヌ国際映画祭コンペティション部門に出品され、審査員賞を受賞した。

## 人物・作風
兄のミカ・カウリスマキと共同で映画製作会社を設立しており、ほとんどの作品で脚本や編集も兼ねる作家主義の監督である。
社会の底辺に属する労働者や失業者を主人公に据え、踏みにじられる人間性とその回復を描くことが多い。恋愛・犯罪・死・旅・音楽といった古き良き映画の娯楽要素を受け継ぎつつ、大仰な演技や劇的なセリフ回しを排して等身大に演出するのが持ち味。飄々としながらも血の通った人間賛歌を天性のユーモアで成立させている。ロケーション撮影を多用して描かれる、フィンランドの庶民的な風俗・風景も見どころ。
脚本執筆においては配役を決めてから登場人物の性格を肉付けするといい（いわゆる当て書き）、信頼するなじみの俳優を頻繁に起用する。とりわけマッティ・ペロンパーとカティ・オウティネンは主役級の常連で、アキ作品でそれぞれ国際的な演技賞も受賞している。
撮影はほとんどの作品をティモ・サルミネンが担当。モノクロまたは彩度を抑えた無機的な色彩、カメラの動きの少ない淡泊なタッチを一貫して採用している。コメディ作品も同じスタイルで、一見文芸的でオフビートなユーモア感覚が醸し出されている。
影響を受けた監督として、ジャン＝ピエール・メルヴィル、ジャック・ベッケル、ロベール・ブレッソン、ジョン・カサヴェテスらが挙げられている（批評家が指摘したものを含む）。日本の監督では兄の勧めで観た小津安二郎を敬愛しており、黒澤明も研究したという。
アメリカの映画監督ジム・ジャームッシュと親交があり、『レニングラード・カウボーイズ・ゴー・アメリカ』には彼が中古車のディーラー役で出演している。『コントラクト・キラー』にゲスト出演したミュージシャン、ジョー・ストラマーはジャームッシュがアキに紹介した。
妻のパウラ・オイノネンは画家で、いくつかの作品のポスター画を手がけている。

## 主な監督作品

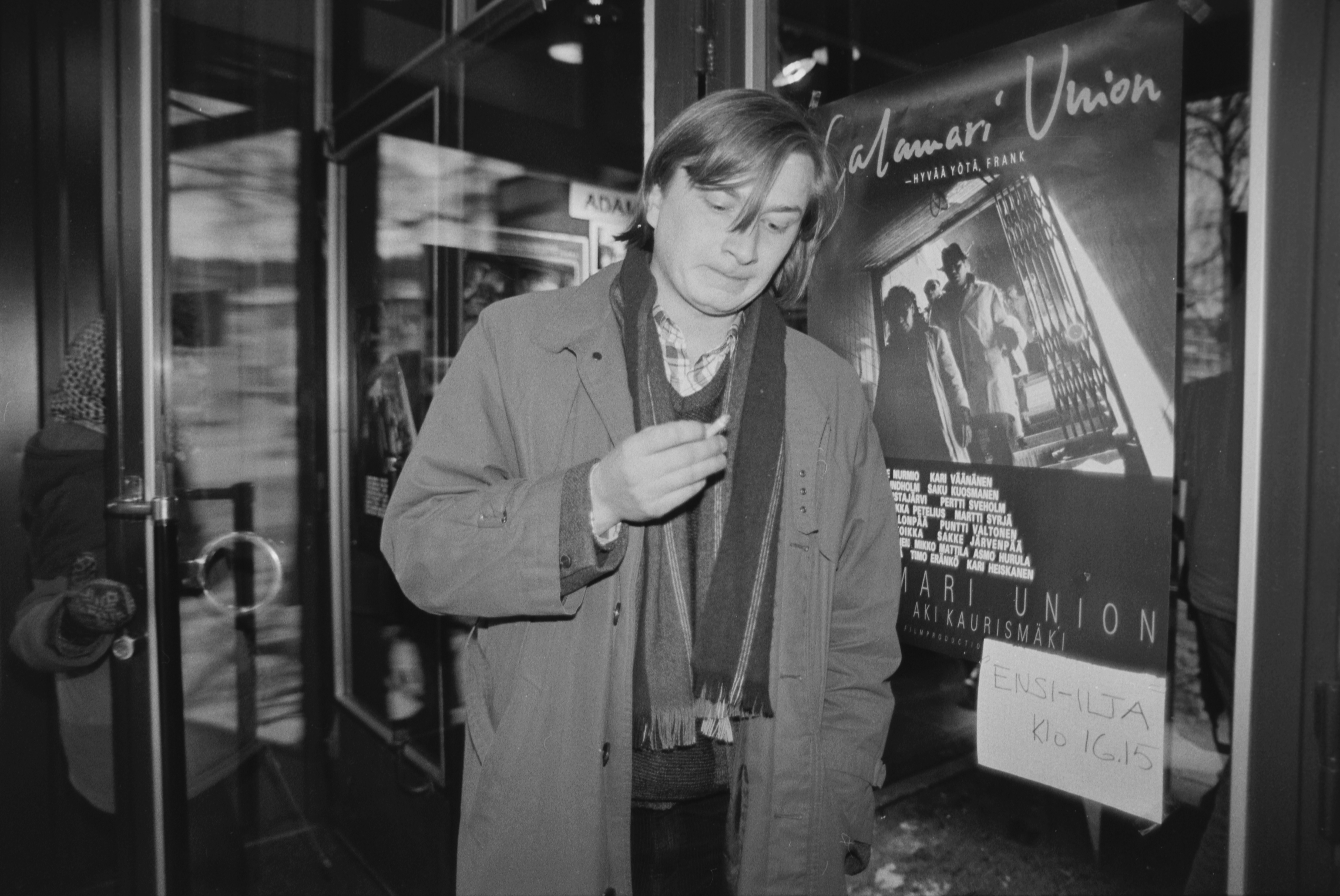
1985年、『カラマリ・ユニオン』公開時

### 長編
- 罪と罰 Rikos ja rangaistus（1983年）
- カラマリ・ユニオン Calamari Union（1985年）
- パラダイスの夕暮れ Varjoja paratiisissa（1986年）
- ハムレット・ゴーズ・ビジネス（英語版） Hamlet liikemaailmassa（1987年）
- 真夜中の虹 Ariel（1988年）
- 汚れた手（フィンランド語版） Likaiset kädet（1989年、テレビ映画）
- レニングラード・カウボーイズ・ゴー・アメリカ Leningrad Cowboys Go America（1989年）
- マッチ工場の少女 Tulitikkutehtaan tyttö（1990年）
- コントラクト・キラー I Hired a Contract Killer（1990年）
- ラヴィ・ド・ボエーム La Vie de bohème（1992年）
- レニングラード・カウボーイズ、モーゼに会う（英語版） Leningrad Cowboys Meet Moses（1994年）
- 愛しのタチアナ Pidä huivista kiinni, Tatjana（1994年）
- 浮き雲 Kauas pilvet karkaavat（1996年）
- 白い花びら Juha（1999年）
- 過去のない男 Mies vailla menneisyyttä（2002年）
- 街のあかり Laitakaupungin valot（2006年）
- ル・アーヴルの靴みがき Le Havre（2011年）
- 希望のかなた Toivon tuolla puolen（2017年）
- 枯れ葉 Kuolleet Lehdet （2023年）[4]

### 短編
- Rocky VI（英語版）（1986年）
- ワイヤーを通して Thru the Wire（1987年）
- Rich Little Bitch（1987年）
- L.A. Woman（1987年）
- 悲しき天使 Those Were The Days（1991年）
- 俺らのペンギン・ブーツ These Boots（1992年）
- Välittäjä（1996年）
- 結婚は10分で決める Dogs Have No Hell（2002年、『10ミニッツ・オールダー 人生のメビウス』所収）
- 鋳造所 La Fonderie（2007年、『それぞれのシネマ』所収）
- Juice Leskinen & Grand Slam: The Pieksämäki Railway Station Blues（2012年）
- バーテンダー Tavern Man（2012年、『ポルトガル、ここに誕生す〜ギマランイス歴史地区』所収）

### ドキュメンタリー
- Saimaa-ilmiö（英語版）（1981年）
- トータル・バラライカ・ショー Total Balalaika Show（1994年）
- Bico（2004年）

### CM
- 日本触媒（1992年）